# Mistrzostwa Afryki w Lekkoatletyce 2008
16. Mistrzostwa Afryki w Lekkoatletyce – ogólnoafrykańskie zawody lekkoatletyczne, które odbywały się między 30 kwietnia a 4 maja 2008 roku w Addis Abebie. Areną zmagań sportowców był obiekt Addis Ababa Stadium.

## Rezultaty

### Mężczyźni
| Konkurencja            | Złoto                                                                                      | Złoto      | Srebro                                                                      | Srebro   | Brąz                                                                                         | Brąz     |
| ---------------------- | ------------------------------------------------------------------------------------------ | ---------- | --------------------------------------------------------------------------- | -------- | -------------------------------------------------------------------------------------------- | -------- |
| 100 m                  | Olusoji Fasuba                                                                             | 10,10      | Uchenne Emedolu                                                             | 10,21    | Hannes Dreyer                                                                                | 10,24    |
| 200 m                  | Thuso Mpaung                                                                               | 20,53      | Stéphan Buckland                                                            | 20,62    | Fanuez Kenosi                                                                                | 20,72 NR |
| 400 m                  | Ali Nagmeldin                                                                              | 45,64      | Isaac Makwala                                                               | 45,64    | James Godday                                                                                 | 45,77    |
| 800 m                  | David Rudisha                                                                              | 1.44,20 CR | Ismail Ahmed Ismail                                                         | 1.45,41  | Asbel Kiprop                                                                                 | 1.46,02  |
| 1 500 m                | Haron Keitany                                                                              | 3.43,47    | Gideon Gathimba                                                             | 3.43,56  | Juan Van Deventer                                                                            | 3.43,63  |
| 5 000 m                | Kenenisa Bekele                                                                            | 13.49,67   | Isaac Songok                                                                | 13.49,91 | Ali Abdush                                                                                   | 13.50,64 |
| 10 000 m               | Gebre-egziabher Gebremariam                                                                | 28.17,11   | Ebrahim Jeilan                                                              | 28.30,66 | Eshetu Wondimu                                                                               | 28.56,36 |
| 3 000 m z przeszkodami | Richard Mateelong                                                                          | 8.31,68    | Michael Kipyego                                                             | 8.32,94  | Willy Komen                                                                                  | 8.41,98  |
| 110 m przez płotki     | Hennie Kotze                                                                               | 13,95      | Samuel Okon                                                                 | 14,08    | Nurudeen Salim                                                                               | 14,27    |
| 400 m przez płotki     | Louis Jacob van Zyl                                                                        | 48,91      | Abderahmane Hamadi                                                          | 49,84 NR | Ibrahim Abdoulaye Maiga                                                                      | 49,84 NR |
| Chód na 20 km          | Mohamed Ameur                                                                              | 1.22.55 CR | Hicham Medjeber                                                             | 1.23.29  | Hassanine Sbai                                                                               | 1.23.58  |
| Skok wzwyż             | Kabelo Kgosiemang                                                                          | 2,34 NR    | Mohamed Benhedia                                                            | 2,18     | Boubacar Sere                                                                                | 2,18     |
| Skok o tyczce          | Mouhcine Cheaouri                                                                          | 4,80       | Larbi Bouraada                                                              | 4,50     | Willem Coertzen                                                                              | 4,00     |
| Skok w dal             | Yahya Berrabah                                                                             | 8,04       | Jonathan Chimier                                                            | 7,99     | Stephan Louw                                                                                 | 7,98     |
| Trójskok               | Ndiss Kaba Badji                                                                           | 17,07 NR   | Hugo Lucie Mamba Schlick                                                    | 16,92 NR | Tarik Bouguetaib                                                                             | 16,82    |
| Pchnięcie kulą         | Abdu Moaty Moustafa                                                                        | 18,06      | Yasser Ibrahim Farag                                                        | 17,39    | Janus Robberts                                                                               | 16,44    |
| Rzut dyskiem           | Hannes Hopley                                                                              | 56,98      | Yasser Ibrahim Farag                                                        | 56,06    | Nabil Kiram                                                                                  | 52,99    |
| Rzut młotem            | Chris Harmse                                                                               | 77,72 CR   | Moustafa Al Gamal                                                           | 69,70    | Ahmed Abdul Raouf                                                                            | 68,15    |
| Rzut oszczepem         | Mohamed Ali Kbabou                                                                         | 74,20      | Kenechukwu Ezeofor                                                          | 72,73    | Sammy Keskeny                                                                                | 69,84    |
| Dziesięciobój          | Larbi Bouraada                                                                             | 7574       | Willem Coertzen                                                             | 7374     | Boualem Lamri                                                                                | 6919     |
| 4 × 100 m              | Południowa Afryka: · Hannes Dreyer · Corné du Plessis · Sergio Mullins · Thuso Mpaung      | 38,75      | Ghana: · Togoh Victor · Allah Laryea-Akrong · Seth Amoo · Eric Nkansah      | 40,30    | Kamerun: · Idrissa Adam · Francois Xavier Belinga · Alain Olivier Nyounai · Joseph Batandong | 40,60    |
| 4 × 400 m              | Południowa Afryka: · Pieter Smith · Cilliers Ockert · Sibusiso Sishi · Louis Jacob van Zyl | 3:03,58    | Sudan: · Rabah Yousif · Ali Nagmeldin · Ismail Ahmed Ismail · Abubaker Kaki | 3:04,00  | Senegal: · Mamadou Kassé Hanne · E.H. Seth Mbow · Mamadou Gueye · Nouha Badji                | 3:05,93  |

### Kobiety
| Konkurencja            | Złoto                                                                             | Złoto      | Srebro                                                                            | Srebro   | Brąz                                                                                      | Brąz     |
| ---------------------- | --------------------------------------------------------------------------------- | ---------- | --------------------------------------------------------------------------------- | -------- | ----------------------------------------------------------------------------------------- | -------- |
| 100 m                  | Oludamola Osayomi                                                                 | 11,22      | Vida Anim                                                                         | 11,43    | Delphine Atangana                                                                         | 11,46    |
| 200 m                  | Isabel Le Roux                                                                    | 22,69      | Kadiatou Camara                                                                   | 22,70 NR | Oludamola Osayomi                                                                         | 22,83    |
| 400 m                  | Amantle Montsho                                                                   | 49,83 CR   | Folashade Abugan                                                                  | 50,89    | Racheal Nachula                                                                           | 51,39 NR |
| 800 m                  | Pamela Jelimo                                                                     | 1.58,70    | Maria Mutola                                                                      | 2.00,47  | Agnes Samaria                                                                             | 2.00,62  |
| 1 500 m                | Gelete Burka                                                                      | 4.08,25 CR | Meskarem Assefa                                                                   | 4.10,40  | Agnes Samaria                                                                             | 4.13,91  |
| 5 000 m                | Meselech Melkamu                                                                  | 15.49,81   | Meseret Defar                                                                     | 15.50,19 | Grace Momanyi                                                                             | 15.50,19 |
| 10 000 m               | Tirunesh Dibaba                                                                   | 32.49,08   | Ejegayehu Dibaba                                                                  | 32.50,36 | Wude Ayalew                                                                               | 32.55,17 |
| 3 000 m z przeszkodami | Zemzem Ahmed                                                                      | 9.44,58 CR | Mekdes Bekele                                                                     | 9.59,52  | Ruth Bosibori                                                                             | 10.00,18 |
| 100 m przez płotki     | Fatmata Fofanah                                                                   | 13,10 NR   | Toyin Augustus                                                                    | 13,12    | Carole M. Kaboud Me Bam                                                                   | 13,52    |
| 400 m przez płotki     | Ajoke Odumosu                                                                     | 55,92      | Lamiae Lhabz                                                                      | 56,07    | Aïssata Soulama                                                                           | 56,13    |
| Chód na 20 km          | Grace Njue                                                                        | 1.39.50    | Asnakech Ararsa                                                                   | 1.40.12  | Mary Njoki                                                                                | 1.41.15  |
| Skok wzwyż             | Anika Smit                                                                        | 1,88       | Marcoleen Pretorius                                                               | 1,84     | Marizca Gertenbach                                                                        | 1,84     |
| Skok o tyczce          | Leila Ben Youssef                                                                 | 4,00       | Nisrine Dinar                                                                     | 3,80     | Laetitia Berthier                                                                         | 3,70     |
| Skok w dal             | Janice Josephs                                                                    | 6,64       | Chinazom Amadi                                                                    | 6,31     | Patricia Soman                                                                            | 6,13     |
| Trójskok               | Françoise Mbango Etone                                                            | 14,76      | Yamilé Aldama                                                                     | 14,36    | Chinoye Ohadugha                                                                          | 14,14 NR |
| Pchnięcie kulą         | Vivian Chukwuemeka                                                                | 17,50      | Kelechi Onwuchukwu                                                                | 16,29    | Veronica Abrahamse                                                                        | 16,00    |
| Rzut dyskiem           | Elizna Naudé                                                                      | 55,34      | Suzane Kragbe                                                                     | 49,52    | Simone Du Toit                                                                            | 47,10    |
| Rzut młotem            | Marwa Hussin                                                                      | 62,26      | Florence Ezeh                                                                     | 61,26 NR | Funke Adeoye                                                                              | 57,02    |
| Rzut oszczepem         | Sunette Viljoen                                                                   | 55,17      | Lindy Agricole                                                                    | 52,92    | Hana Ramadan Umar                                                                         | 52,32    |
| Siedmiobój             | Patience Okoro                                                                    | 4906       | Florence Wasike                                                                   | 4867     | Nadege Essama Foe                                                                         | 4470     |
| 4 × 100 m              | Nigeria: · Endurance Ojokolo · Gloria Kemasuode · Susan Akene · Oludamola Osayomi | 43,79      | Ghana: · Gifty Addy · Elizabeth Amalofo · Esther Dankwah · Vida Anim              | 44,12    | Południowa Afryka: · Tsholofelo Thipe · Isabel Le Roux · Christine Ras · Geraldine Pillay | 44,28    |
| 4 × 400 m              | Nigeria: · Oluoma Nwoke · Folashade Abugan · Endurance Abinuwa · Joy Eze          | 3.30,07    | Kenia: · Florence Wasike · Charity Wandia · Joy Nakhumicha Sakari · Pamela Jelimo | 3.37,67  | Senegal: · Fatou Diabaye · Mame Fatou Faye · Maty Salame · Ndeye Fatou Soumah             | 3.38,42  |

## Klasyfikacja medalowa
| Klasyfikacja medalowa | Klasyfikacja medalowa    | Klasyfikacja medalowa | Klasyfikacja medalowa | Klasyfikacja medalowa | Klasyfikacja medalowa |
| --------------------- | ------------------------ | --------------------- | --------------------- | --------------------- | --------------------- |
| Miejsce               | Kraj                     | Złoto                 | Srebro                | Brąz                  | Razem                 |
| 1.                    | Południowa Afryka        | 12                    | 2                     | 8                     | 22                    |
| 2.                    | Nigeria                  | 7                     | 7                     | 5                     | 19                    |
| 3.                    | Etiopia                  | 6                     | 6                     | 3                     | 15                    |
| 4.                    | Kenia                    | 5                     | 5                     | 6                     | 16                    |
| 5.                    | Algieria                 | 2                     | 4                     | 1                     | 7                     |
| 6.                    | Egipt                    | 2                     | 3                     | 2                     | 7                     |
| 7.                    | Maroko                   | 2                     | 2                     | 2                     | 6                     |
| 8.                    | Botswana                 | 2                     | 1                     | 1                     | 4                     |
| 9.                    | Tunezja                  | 2                     | 0                     | 1                     | 3                     |
| 10.                   | Sudan                    | 1                     | 3                     | 0                     | 4                     |
| 11.                   | Kamerun                  | 1                     | 1                     | 4                     | 6                     |
| 12.                   | Senegal                  | 1                     | 0                     | 2                     | 3                     |
| 13.                   | Gwinea                   | 1                     | 0                     | 0                     | 1                     |
| 14.                   | Ghana                    | 0                     | 3                     | 0                     | 3                     |
| 15.                   | Mauritius                | 0                     | 2                     | 0                     | 2                     |
| 16.                   | Wybrzeże Kości Słoniowej | 0                     | 1                     | 1                     | 2                     |
| 16.                   | Mali                     | 0                     | 1                     | 1                     | 2                     |
| 18.                   | Mozambik                 | 0                     | 1                     | 0                     | 1                     |
| 18.                   | Seszele                  | 0                     | 1                     | 0                     | 1                     |
| 18.                   | Togo                     | 0                     | 1                     | 0                     | 1                     |
| 21.                   | Namibia                  | 0                     | 0                     | 3                     | 3                     |
| 22.                   | Burkina Faso             | 0                     | 0                     | 2                     | 2                     |
| 23.                   | Zambia                   | 0                     | 0                     | 1                     | 1                     |
|                       |                          |                       |                       |                       |                       |
| Suma                  | Suma                     | 44                    | 44                    | 44                    | 132                   |